# Mathias Müller (malarz)
Mathias Müller, czasem Maciej Miller (zm. po 1784) – lwowski malarz i pozłotnik pochodzenia niemieckiego.
Mniej więcej w połowie XVIII wieku pojawił się na Przedmieściu Krakowskim we Lwowie. Zapewne był szanowanym obywatelem jurydyki, ponieważ 62 razy wzmiankowany w księgach metrykalnych. 27 sierpnia 1751 ożenił się z wdową Elżbietą Frycową (świadkami uroczystości byli rzeźbiarze Sebastian Fesinger, Johann Georg Gertner, Georg Michael Würtzer, malarz Josef Majer). 22 maja 1754 w obecności Georga Michaela Würtzera oraz Anny Róży Meretynowej został ochrzczony jego syn Józef. 29 lutego 1756 powtórnie ożenił się z Magdaleną z Polejowskich (świadkami uroczystości byli rzeźbiarze Sebastian Fesinger, Georg Michael Würtzer, architekt Marcin Urbanik), siostrą Piotra, Macieja i Jana Polejowskich. Dzieci:
- Gertruda Barbara (1757, chrzestny – Georg Michael Würtzer)[1],
- Agnieszka (1758, rodzice chrzestni Marcin Urbanik i Teresa Fesingerowa[1] z Nikraszewiczów, żona Sebastiana Fesingera[4]),
- Eleonora (1760),
- Sebastian (1762),
- Katarzyna (1763),
- Jakub (1765, świadkowie – Antoni Sztyl, Rozalia Osińska[1] z Polejowskich, żona rzeźbiarza Antoniego Osińskiego[5]),
- Magdalena (1767, świadkowie – Antoni Sztyl, Rozalia Osińska),
- Tekla Barbara Magdalena (1768, świadkowie – Jan Obrocki, Marianna Sztylowa, żona Antoniego),
- Augustyn Joachim (1770, świadkowie – Piotr Polejowski, Rozalia Osińska),
- Józef Patrycjan (1772, świadkowie – Marcin Stroiński, Agnieszka Fesingerowa, żona Klemensa Ksawerego).[1]